# Rhacophorus schlegelii
Rhacophorus schlegelii är en groddjursart som först beskrevs av Günther 1858.  Rhacophorus schlegelii ingår i släktet Rhacophorus och familjen trädgrodor. IUCN kategoriserar arten globalt som livskraftig. Inga underarter finns listade i Catalogue of Life.